# End of the Art World
End of the Art World è un mediometraggio documentario del 1971 diretto da Alexis Krasilovsky e basato sul movimento pittorico avant-garde.